# В турецькій покійницькій
«В турецькій покійницькій. Покійницька турецького лазарету в кампанії 1877-1878 рр.» — картина Василя Верещагіна, яка відноситься до «Балканської серії», відображає події російсько-турецької війни. Зберігається в Миколаївському обласному художньому музеї імені В. В. Верещагіна.

## Сюжет
На полотні зображена покійницька турецького госпіталю в Плевні під час російсько-турецької війни 1877-1878 років, де мертві лежать разом з пораненими й помираючими, в зв'язку з чим сучасники дали твору прізвисько «Вісім квадратних метрів смерті».

## Історія
Картина була написана в 1881 році. Експонувалася на виставках у Франції, Німеччині та Австрії, потім була придбана Великим князем Михайлом Миколайовичем і до 1917 року перебувала в колекції царської сім'ї.
Після революції і націоналізації майна царської сім'ї полотно знаходилося в запасниках музеїв Ленінграда й Москви, а на початку 1970-их було передано в Миколаївський художній музей імені В. В. Верещагіна.
До цього часу картина перебувала в жалюгідному стані (розірвана, з потемнілим лаком, без підрамника), вважалася що не підлягає реставрації і в такому вигляді перебувала в сховищі музею близько 30 років.
У 2001 році на гроші спонсора - Миколаївського глиноземного заводу - була розпочата реставрація полотна. Над відновленням картини працювали фахівці Національного науково-дослідного центру України Т. Бичко та А. Безкровний, які застосували новітні реставраційні технології. У 2002 році реставрація була закінчена, і напередодні 160-річчя від дня народження художника картина зайняла місце в експозиції музею.